# Kanton Alès-Sud-Est

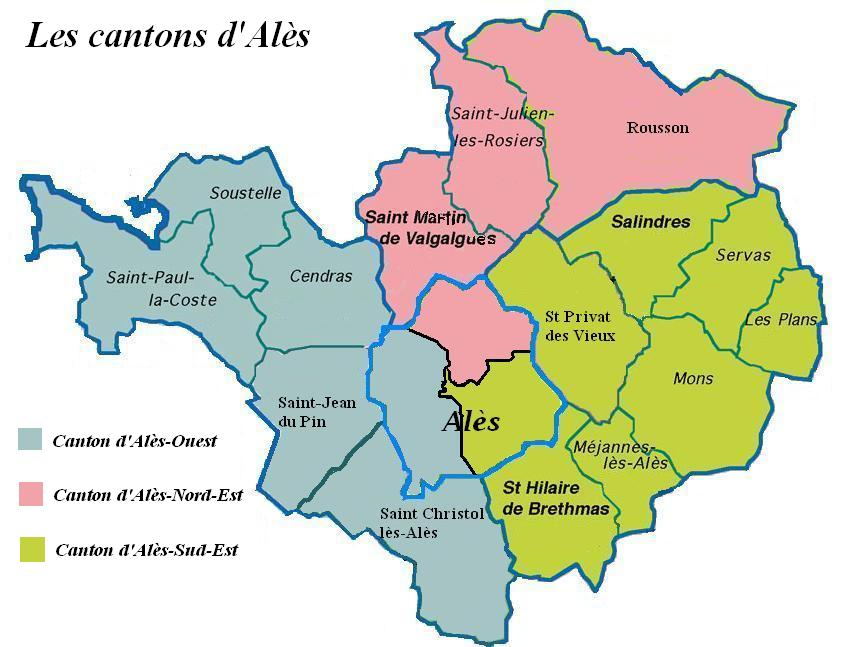
Die drei Kantone von Alès (bis 2015)

Der Kanton Alès-Sud-Est war von 1973 bis 2015 ein französischer Wahlkreis im Arrondissement Alès, im Département Gard und in der Region Languedoc-Roussillon. Er hatte den Hauptort Alès und wurde 2015 im Rahmen einer landesweiten Neugliederung der Kantone aufgelöst.

## Gemeinden
Der Kanton umfasste einen Teil der Stadt Alès (nachfolgend ist die Gesamteinwohnerzahl genannt) und sieben weitere Gemeinden:
| Gemeinde                  | Einwohner Jahr | Fläche km² | Bevölkerungsdichte | Code INSEE | Postleitzahl |
| ------------------------- | -------------- | ---------- | ------------------ | ---------- | ------------ |
| Alès                      | 40.711 (2013)  | –          | – Einw./km²        | 30007      | 30100        |
| Méjannes-lès-Alès         | 1178 (2013)    | 6,58       | 179 Einw./km²      | 30165      | 30340        |
| Mons                      | 1567 (2013)    | 15,94      | 98 Einw./km²       | 30173      | 30340        |
| Les Plans                 | 245 (2013)     | 6,15       | 40 Einw./km²       | 30197      | 30340        |
| Saint-Hilaire-de-Brethmas | 4227 (2013)    | 13,91      | 304 Einw./km²      | 30259      | 30560        |
| Saint-Privat-des-Vieux    | 4940 (2013)    | 15,8       | 313 Einw./km²      | 30294      | 30340        |
| Salindres                 | 3209 (2013)    | 11,53      | 278 Einw./km²      | 30305      | 30340        |
| Servas                    | 201 (2013)     | 10,76      | 19 Einw./km²       | 30318      | 30340        |